# Parafia św. Apostołów Szymona i Judy Tadeusza w Kołaczkowie
Parafia św. Apostołów Szymona i Judy Tadeusza w Kołaczkowie – rzymskokatolicka parafia leżąca w granicach dekanatu miłosławskiego. Erygowana w XIII wieku.

## Dokumenty
Księgi metrykalne: 
- ochrzczonych od 1945 roku
- małżeństw od 1945 roku
- zmarłych od 1945 roku